# Unfruchtbares Parlament
Als das Unfruchtbare Parlament (englisch Addled Parliament) wird die 1614 von König Jakob I. von England einberufene Parlamentssession bezeichnet.
Das Parlament – in das etwa John Eliot und Thomas Wentworth erstmals einzogen – scheiterte an dem aufflammenden Konflikt mit König Jakob I., der sich die Bewilligung weiterer Steuern (Subsidien) versprach. Diese wollte das Parlament aber nur im Gegenzug zu Zugeständnissen im Bereich der Außen- und Religionspolitik erteilen. Derartige Zugeständnisse wiederum lehnte Jakob I. ab, weil sie seine königliche Prärogative beeinträchtigten.
Vor diesem Hintergrund – eine Einigung erwies sich als unmöglich – löste Jakob I. das Parlament bereits nach wenigen Sitzungen und einer Gesamtsitzungsdauer von nur acht Wochen wieder auf, woraus die Bezeichnung Unfruchtbares Parlament resultiert.